# Judi Dench
Dame Judith Olivia Dench (York, 9 dicembre 1934) è un'attrice britannica.
È riconosciuta come una delle più significative interpreti del cinema e del teatro inglese. Ha ottenuto la fama internazionale per il ruolo di M nella serie di film di James Bond da GoldenEye (1995), fino alla sua ultima apparizione della saga in Spectre (2015). Considerata tra le migliori attrici della sua generazione, è, insieme a Glenn Close, Cate Blanchett e Geraldine Page, la quarta attrice più candidata nella storia dei Premi Oscar avendo ricevuto otto candidature.
Nel 1998 ha ricevuto la sua prima candidatura agli Oscar come miglior attrice per la sua interpretazione nel film La mia regina e nel 1999 ha vinto l'Oscar alla miglior attrice non protagonista per la sua breve performance della regina Elisabetta I in Shakespeare in Love. I suoi altri ruoli per cui è stata candidata sono in Chocolat (2000), Iris - Un amore vero (2001), Lady Henderson presenta (2005), Diario di uno scandalo (2006), Philomena (2013) e Belfast (2021).
La Dench ha ricevuto molte candidature per la sua recitazione in teatro, cinema e televisione; i suoi riconoscimenti includono anche undici Premi BAFTA, otto Olivier Awards, due Screen Actors Guild Award, due Golden Globe e un Tony Award. Nel giugno 2011 è stata insignita della "BAFTA fellowship", il più alto riconoscimento assegnato ogni anno dalla British Academy of Film and Television Arts. È membro della Royal Society of Arts (FRSA).

## Biografia
Nata da madre irlandese, Eleanora Olive Jones (1897–1983), e padre inglese dottore, Reginald Arthur Dench (1897–1964), ha ascendenze nobiliari britanniche e danesi.
Celebre interprete teatrale nella Royal Shakespeare Company, a partire dalla metà degli anni ottanta diventa nota anche al cinema, grazie alla sua incisiva carica comunicativa, interpretando ruoli di donne eccentriche o vendicative in film di successo. La prima importante interpretazione è nel film di James Ivory Camera con vista (tratto dal romanzo omonimo di E. M. Forster) del 1986.
Dal 1995 al 2015 ha ricoperto il ruolo di M, il capo dell'MI6, nella saga di James Bond, mentre nel 1996 ha un piccolo ruolo nel film di Kenneth Branagh Hamlet. Il riconoscimento definitivo da parte della critica arriva nel 1997 con il film La mia regina (Mrs. Brown), dove la Dench interpreta la regina Vittoria; ottiene una nomination agli Oscar come miglior attrice protagonista, vince il Golden Globe come miglior attrice protagonista in un film drammatico.
L'Oscar arriva comunque l'anno successivo con Shakespeare in Love (1998), la cui interpretazione di Elisabetta I d'Inghilterra le permette di aggiudicarsi la statuetta come miglior attrice non protagonista: nel discorso pronunciato al ritiro del premio, la Dench si dichiarò sbalordita di aver ottenuto una simile onorificenza per un ruolo della durata di appena otto minuti. Nel film recita anche Gwyneth Paltrow, che proprio per questa pellicola vinse l'Oscar come attrice protagonista. Nel 1999 Dench è tra i protagonisti del film di Zeffirelli Un tè con Mussolini. Seguono altri film come Chocolat (2000), Iris - Un amore vero (2001), The Shipping News - Ombre dal profondo di Lasse Hallström, Ladies in Lavender (2004), Lady Henderson presenta (2005) e Diario di uno scandalo (2006), con Cate Blanchett (entrambe candidate agli Oscar). Nel 2009 recita in Nine di Rob Marshall.
Nel 2011 prende parte al film Jane Eyre, basato sull'omonimo romanzo di Charlotte Brontë e al film Pirati dei Caraibi - Oltre i confini del mare che incassa oltre un miliardo di dollari statunitensi. Sempre nel 2011 interpreta Sybil Thorndike nell'acclamato film di Simon Curtis Marilyn, che ripercorre una parte della vita di Marilyn Monroe. Infine nel 2011 interpreta Annie Hoover, madre di J. Edgar Hoover, interpretato da Leonardo DiCaprio, sotto la direzione di Clint Eastwood. Nel 2012 recita in Marigold Hotel, successo di critica e pubblico, e torna a vestire per l'ultima volta i panni di M nel film di James Bond Skyfall diretta dal regista premio Oscar Sam Mendes.
Nel 2013 è protagonista di Philomena, il film è stato presentato in anteprima il 31 agosto 2013 all'interno del concorso ufficiale della 70ª Mostra internazionale d'arte cinematografica di Venezia, dove ha vinto il premio Osella per la migliore sceneggiatura, e narra la storia di una madre alla ricerca del figlio. 
L'interpretazione magistrale di Philomena Lee le procura una nomination ai premi Oscar 2014 come miglior attrice protagonista: quell'anno però la statuetta va alla Blanchett per il film Blue Jasmine. Nello stesso anno ritorna sulle scene londinesi con Peter and Alice, per cui viene nominata al Laurence Olivier Award alla miglior attrice in un dramma. Nel 2015 torna a vestire i panni di Evelyn Greenslade nel film Ritorno al Marigold Hotel. Sempre nel 2015 riprende il ruolo dell'agente M nell'acclamato Spectre dove però fa solo un breve cameo.
Nel 2016 torna nel grande schermo con l'interpretazione di Miss Avocet nella pellicola fantasy di Tim Burton, Miss Peregrine - La casa dei ragazzi speciali. Inoltre prende parte al film drammatico La ragazza dei tulipani del 2017. Sempre nel 2016 comincia la sua terza collaborazione con il regista candidato all'Oscar Stephen Frears e interpreta per la seconda volta la regina Vittoria nel film Vittoria e Abdul. Per la sua interpretazione la Dench riceve una candidatura al Golden Globe per la migliore attrice in un film commedia o musicale. Sempre nel 2017 prende parte al remake Assassinio sull'Orient Express, diretto da Kenneth Branagh, in cui veste i panni della principessa Natalia Dragomiroff. Nel 2021 viene nuovamente diretta da Branagh in Belfast, per cui ottiene la sua ottava candidatura al premio Oscar.

## Vita privata
Nel 1971 sposò l'attore Michael Williams, di cui è rimasta vedova nel 2001. La coppia ha avuto una figlia, Finty, anch'ella attrice, nata nel 1972.
Sostiene da molti anni Survival International, l'organizzazione che difende i diritti dei popoli indigeni di tutto il mondo.

## Filmografia

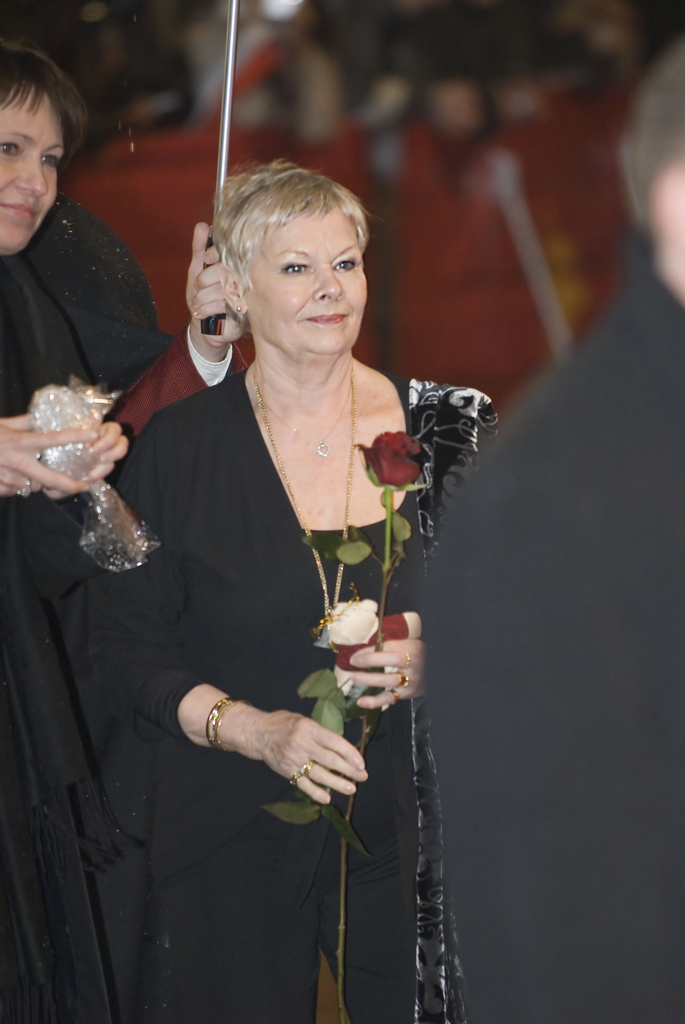
Judi Dench alla prima di Diario di uno scandalo (2006)

### Attrice

#### Cinema
- Il terzo segreto (The Third Secret), regia di Charles Crichton (1964)
- Alle 4 del mattino, due uomini... due donne (Four in the Morning), regia di Anthony Simmons (1965)
- Sherlock Holmes: notti di terrore (A Study in Terror), regia di James Hill (1965)
- He Who Rides a Tiger, regia di Charles Crichton (1965)
- A Midsummer Night's Dream, regia di Peter Hall (1968)
- Luther, regia di Guy Green (1974)
- Il fantino deve morire (Dead Cert), regia di Tony Richardson (1974)
- Il mistero di Wetherby (Wetherby), regia di David Hare (1985)
- Camera con vista (A Room with a View), regia di James Ivory (1985)
- 84 Charing Cross Road, regia di David Hugh Jones (1987)
- Il matrimonio di Lady Brenda (A Handful of Dust), regia di Charles Sturridge (1988)
- Enrico V (Henry V), regia di Kenneth Branagh (1989)
- Jack & Sarah, regia di Tim Sullivan (1995)
- GoldenEye, regia di Martin Campbell (1995)
- Hamlet, regia di Kenneth Branagh (1996) - cameo
- La mia regina (Mrs Brown), regia di John Madden (1997)
- Il domani non muore mai (Tomorrow Never Dies), regia di Roger Spottiswoode (1997)
- Shakespeare in Love, regia di John Madden (1998)
- Un tè con Mussolini (Tea with Mussolini), regia di Franco Zeffirelli (1999)
- Il mondo non basta (The World Is Not Enough), regia di Michael Apted (1999)
- Chocolat, regia di Lasse Hallström (2000)
- Iris - Un amore vero (Iris), regia di Richard Eyre (2001)
- The Shipping News - Ombre dal profondo (The Shipping News), regia di Lasse Hallström (2001)
- L'importanza di chiamarsi Ernest (The Importance of Being Earnest), regia di Oliver Parker (2002)
- La morte può attendere (Die Another Day), regia di Lee Tamahori (2002)
- The Chronicles of Riddick, regia di David Twohy (2004)
- Ladies in Lavender, regia di Charles Dance (2004)
- Orgoglio e pregiudizio (Pride & Prejudice), regia di Joe Wright (2005)
- Lady Henderson presenta (Mrs Henderson Presents), regia di Stephen Frears (2005)
- Casino Royale, regia di Martin Campbell (2006)
- Diario di uno scandalo (Notes on a Scandal), regia di Richard Eyre (2006)
- Quantum of Solace, regia di Marc Forster (2008)
- Rage, regia di Sally Potter (2009)
- Nine, regia di Rob Marshall (2009)
- Jane Eyre, regia di Cary Fukunaga (2011)
- Pirati dei Caraibi - Oltre i confini del mare (Pirates of the Caribbean: On Stranger Tides), regia di Rob Marshall (2011) – cameo
- Marilyn (My Week with Marilyn), regia di Simon Curtis (2011)
- J. Edgar, regia di Clint Eastwood (2011)
- Friend Request Pending, regia di Chris Foggin – cortometraggio (2012)
- Marigold Hotel (The Best Exotic Marigold Hotel), regia di John Madden (2012)
- Skyfall, regia di Sam Mendes (2012)
- Stars in Shorts di registi vari (2012)
- Philomena, regia di Stephen Frears (2013)
- Ritorno al Marigold Hotel (The Second Best Exotic Marigold Hotel), regia di John Madden (2015)
- Spectre, regia di Sam Mendes (2015) – cameo
- Miss Peregrine - La casa dei ragazzi speciali (Miss Peregrine's Home for Peculiar Children), regia di Tim Burton (2016)
- La ragazza dei tulipani (Tulip Fever), regia di Justin Chadwick (2017)
- Vittoria e Abdul (Victoria and Abdul), regia di Stephen Frears (2017)
- Assassinio sull'Orient Express (Murder on the Orient Express), regia di Kenneth Branagh (2017)
- Un tè con le regine - Quattro attrici si raccontano (Nothing Like a Dame), regia di Roger Michell – documentario (2018)
- Casa Shakespeare (All Is True), regia di Kenneth Branagh (2018)
- Red Joan, regia di Trevor Nunn (2018)
- Cats, regia di Tom Hooper (2019)
- Sei minuti a mezzanotte (Six Minutes to Midnight), regia di Andy Goddard (2020)
- Artemis Fowl, regia di Kenneth Branagh (2020)
- Mia moglie è un fantasma (Blithe Spirit), regia di Edward Hall (2020)
- Belfast, regia di Kenneth Branagh (2021)
- Allelujah - Un ospedale in rivolta (Allelujah), regia di Richard Eyre (2022)
- Spirited - Magia di Natale (Spirited), regia di Sean Anders (2022) – cameo

#### Televisione
- Hilda Lessways – serie TV, 6 episodi (1959)
- ITV Play of the Week – serie TV, 6 episodi (1959-1966)
- The Terrible Choice – serie TV, 4 episodi (1960)
- Armchair Theatre – serie TV, episodio 3x77 (1960)
- An Age of Kings – serie TV, episodi 1x07-1x08 (1960)
- The Four Just Men – serie TV, episodio 1x39 (1960)
- The Cherry Orchard, regia di Michael Elliott – opera teatrale TV (1962)
- Z Cars – serie TV, episodio 3x02 (1963)
- Festival – serie TV, episodio 1x14 (1964)
- Detective – serie TV, episodio 1x06 (1964)
- Theatre 625 – serie TV, 7 episodi (1964, 1966)
- The Troubleshooters – serie TV, episodio 1x03 (1965)
- Court Martial – serie TV, episodio 1x04 (1966)
- Play of the Month – serie TV, episodio 2x02 (1966)
- ITV Playhouse – serie TV, episodi 1x17-11x08 (1968, 1979)
- Jackanory – serie TV, 30 episodi (1968-1983)
- Confession – serie TV, episodio 1x11 (1970)
- Ooh La La! – serie TV, episodio 3x01 (1973)
- The Comedy of Errors, regia di Philip Casson – opera teatrale TV (1978)
- BBC2 Play of the Week – serie TV, episodi 2x01-2x12 (1978-1979)
- A Performance of Macbeth, regia di Philip Casson – film TV (1979)
- Love in a Cold Climate, regia di Donald McWhinnie – miniserie TV (1980)
- BBC2 Playhouse – serie TV, episodio 7x27 (1981)
- The Cherry Orchard, regia di Richard Eyre – film TV (1981)
- A Fine Romance – serie TV, 26 episodi (1981-1984)
- Saigon: Year of the Cat, regia di Stephen Frears – film TV (1983)
- The Browning Version, regia di Michael A. Simpson – film TV (1985)
- Theatre Night – serie TV, episodi 2x04-2x05 (1987)
- Behaving Badly, regia di David Tucker – miniserie TV (1989)
- Screen One – serie TV, episodio 2x05 (1990)
- As Time Goes By – serie TV, 67 episodi (1992-2005)
- The Torch, regia di Robin Crichton – miniserie TV (1992)
- The Last of the Blonde Bombshells, regia di Gillies MacKinnon – film TV (2000)
- Cranford – serie TV, 7 episodi (2007-2009)
- Esio Trot, regia di Dearbhla Walsh – film TV (2015)
- The Hollow Crown: The Wars of the Roses – miniserie TV (2016)

### Doppiatrice
- Spaceship Earth, regia di Ray Bradbury – cortometraggio (1982)
- The Angelic Conversation, regia di Derek Jarman (1987)
- Middlemarch – serie TV, episodi 1x06-1x07 (1994)
- The Great War and the Shaping of the 20th Century – serie TV, episodio 1x03 (1996)
- The Bear, regia di Hilary Audus – cortometraggio (1998)
- Angelina Ballerina – serie TV, 22 episodi (2001-2002)
- Angelina Ballerina: The Show Must Go On, regia di Kitty Taylor – film TV (2002)
- James Bond 007: Everything or Nothing - videogioco (2003)
- Mucche alla riscossa (Home on the Range), regia di Will Finn e John Sanford (2004)
- A Dairy Tale, regia di Will Finn e John Sanford – cortometraggio (2004)
- GoldenEye: Rogue Agent - videogioco (2004)
- Angelina Ballerina: Angelina's Princess Dance, regia di Ginger Gibbons (2005)
- Doogal, regia di Dave Borthwick, Jean Duval e Frank Passingham (2006)
- Angelina Ballerina: Angelina Sets Sail, regia di Ginger Gibbons (2006)
- Quantum of Solace - videogioco (2008)
- James Bond 007: Blood Stone - videogioco (2010)
- GoldenEye 007 - videogioco (2010)

## Teatro

### Attrice
- Ciclo di York, riadattato da J. S. Purvis, diretto da Geraldine Stephenson, Abbazia di Santa Maria di York (1957)
- Amleto di William Shakespeare, regia di Michael Benthall, Old Vic di Londra (1957)
- Misura per misura di William Shakespeare, regia di Michael Benthall, Old Vic di Londra (1957)
- Sogno di una notte di mezza estate di William Shakespeare, regia di Michael Benthall, Old Vic di Londra (1957)
- La dodicesima notte di William Shakespeare, regia di Michael Benthall, Old Vic di Londra (1958)
- Enrico VIII di William Shakespeare, regia di Michael Benthall, Old Vic di Londra (1958)
- Enrico VI, parte I di William Shakespeare, regia di Michael Benthall, Old Vic di Londra (1958)
- Enrico VI, parte II di William Shakespeare, regia di Michael Benthall, Old Vic di Londra (1958)
- Re Lear di William Shakespeare, regia di Michael Benthall, Old Vic di Londra (1958)
- Enrico V di William Shakespeare, regia di Michael Benthall, Old Vic di Londra (1958)
- The Double Dealer di William Congreve, regia di Michael Benthall, Old Vic di Londra (1959)
- Come vi piace di William Shakespeare, regia di Michael Benthall, Old Vic di Londra (1959)
- L'importanza di chiamarsi Ernesto di Oscar Wilde, regia di Michael Benthall, Old Vic di Londra (1959)
- Le allegre comari di Windsor di William Shakespeare, regia di Michael Benthall, Old Vic di Londra (1959)
- Riccardo II di William Shakespeare, regia di Michael Benthall, Old Vic di Londra (1960)
- Romeo e Giulietta di William Shakespeare, regia di Franco Zeffirelli, Old Vic di Londra (1960)
- Ella si umilia per vincere di Oliver Goldsmith, regia di Michael Benthall, Old Vic di Londra (1960)
- Sogno di una notte di mezza estate di William Shakespeare, regia di Michael Benthall, Old Vic di Londra (1961)
- Il giardino dei ciliegi di Anton Čechov, regia di Michael Elliott, Aldwych Theatre di Londra (1961)
- Romeo e Giulietta di William Shakespeare, regia di Franco Zeffirelli, Venezia e Torino (1961)
- Misura per misura di William Shakespeare, regia di John Blatchley, Royal Shakespeare Theatre di Stratford-upon-Avon (1962)
- Sogno di una notte di mezza estate di William Shakespeare, regia di Peter Hall, Royal Shakespeare Theatre di Stratford-upon-Avon (1962)
- A Penny for a Song di John Whiting, regia di Colin Graham, Aldwych Theatre di Londra (1962)
- Macbeth di William Shakespeare, regia di John Neville, Nottingham Playhouse e tour dell'Africa occidentale (1963)
- La dodicesima notte di William Shakespeare, regia di John Neville, Nottingham Playhouse e tour dell'Africa occidentale (1963)
- L'idiota di Marcel Achard, regia di Harold Clurman, Lyric Theatre di Londra (1963)
- Tre sorelle di Anton Čechov, regia di Frank Hauser, Oxford Playhouse di Oxford (1964)
- La dodicesima ora di Aleksei Arbuzov, regia di Frank Hauser, Oxford Playhouse di Oxford (1964)
- L'alchimista di Ben Jonson, regia di Frank Hauser, Oxford Playhouse di Oxford (1965)
- Romeo and Jeanette di Jean Anouilh, regia di Frank Hauser, Oxford Playhouse di Oxford (1965)
- The Firescreen di Alfred de Musset, regia di Frank Hauser, Oxford Playhouse di Oxford (1965)
- Misura per misura di William Shakespeare, regia di John Neville, Nottingham Playhouse di Nottingham (1965)
- Vite in privato di Noël Coward, regia di John Neville, Nottingham Playhouse di Nottingham (1965)
- La moglie di campagna di William Wycherley, regia di John Neville, Nottingham Playhouse di Nottingham (1966)
- The Astrakhan Coat di Pauline Macauley, regia di John Neville, Nottingham Playhouse di Nottingham (1966)
- Santa Giovanna di George Bernard Shaw, regia di John Neville, Nottingham Playhouse di Nottingham (1966)
- The Promise di Aleksei Arbuzov, regia di Frank Hauser, Oxford Playhouse di Oxford (1966)
- La regola del gioco di Jean Renoir, regia di Frank Hauser, Oxford Playhouse di Oxford (1966)
- The Promise di Aleksei Arbuzov, regia di Frank Hauser, Fortune Theatre di Londra (1967)
- Cabaret, libretto di Joe Masteroff e Fred Ebb, musiche di John Kander, regia di Gillian Lynne, Palace Theatre di Londra (1968)
- Il racconto d'inverno di William Shakespeare, regia di Trevor Nunn, Royal Shakespeare Theatre di Stratford-upon-Avon (1969)
- Donne attente alle donne di Thomas Middleton, regia di Terry Hands, Royal Shakespeare Theatre di Stratford-upon-Avon (1969)
- La dodicesima notte di William Shakespeare, regia di John Barton, Royal Shakespeare Theatre di Stratford-upon-Avon (1970)
- La dodicesima notte di William Shakespeare, regia di John Barton, Tour del Giappone e dell'Australia, Aldwych Theatre di Londra (1970), Royal Shakespeare Theatre di Stratford-upon-Avon (1971)
- London Assurance di Dion Boucicault, regia di Ronald Eyre, Aldwych Theatre di Londra (1970), New Theatre di Londra (1972)
- Il maggiore Barbara di George Bernard Shaw, regia di Clifford Williams, Aldwych Theatre di Londra (1970)
- Il mercante di Venezia di William Shakespeare, regia di Terry Hands, Royal Shakespeare Theatre di Stratford-upon-Avon (1971)
- Molto rumore per nulla di William Shakespeare, regia di Ronald Eyre, Royal Shakespeare Theatre di Stratford-upon-Avon (1971)
- La duchessa di Amalfi di John Webster, regia di Clifford Williams, Royal Shakespeare Theatre di Stratford-upon-Avon (1971)
- Toad of Toad Hall di Kenneth Grahame, regia di Euan Smith, Royal Shakespeare Theatre di Stratford-upon-Avon (1972)
- Il lupo di Ferenc Molnár, regia di Frank Hauser, Oxford Playhouse di Oxford (1973)
- The Good Companions di John Boynton Priestley, Ronald Harwood, Johnny Mercer e André Previn, regia di Braham Murray, His Majesty's Theatre di Londra (1974)
- The Gay Lord Quex di Arthur Wing Pinero, regia di John Gielgud, Noel Coward Theatre di Londra (1974)
- Troppo vero per essere bello di George Bernard Shaw, regia di Clifford Williams Aldwych Theatre di Londra (1975)
- Is There Anybody There? di John Carroll, Bristol Old Vic di Bristol (1975)
- Molto rumore per nulla di William Shakespeare, regia di John Barton, Royal Shakespeare Theatre di Stratford-upon-Avon (1976)
- Macbeth di William Shakespeare, regia di Trevor Nunn, The Other Place di Stratford-upon-Avon (1976)
- La commedia degli errori, libretto di Trevor Nunn, musiche di Guy Woolfenden, regia di Trevor Nunn, Royal Shakespeare Theatre di Stratford-upon-Avon (1976)
- Re Lear di William Shakespeare, regia di Trevor Nunn, Royal Shakespeare Theatre di Stratford-upon-Avon (1976)
- L'isola di Francis Brett Young, Bristol Old Vic di Bristol (1976)
- The Boy Friend, libretto e colonna sonora di Sandy Wilson, regia di Gillian Lynne, Royal Shakespeare Theatre di Stratford-upon-Avon (1977)
- Macbeth di William Shakespeare, regia di Trevor Nunn, Donmar Warehouse di Londra (1977)
- I pilastri della società di Henrik Ibsen, regia di John Barton, Aldwych Theatre di Londra (1977)
- La commedia degli errori, libretto di Trevor Nunn, musiche di Guy Woolfenden, regia di Trevor Nunn, Aldwych Theatre di Londra (1978)
- La via del mondo di William Congreve, regia di John Barton, Aldwych Theatre di Londra (1978)
- Cimbelino di William Shakespeare, regia di David Jones, Royal Shakespeare Theatre di Stratford-upon-Avon (1979)
- Giunone e il pavone di Sean O'Casey, regia di Trevor Nunn, Aldwych Theatre di Londra (1980)
- Idillio villereccio di George Bernard Shaw, regia di David Cunliffe, New End Theatre di Londra (1981)
- Facade di Edith Sitwell, regia di Ralph Koltai, Barbican Centre di Londra (1982)
- L'importanza di chiamarsi Ernesto di Oscar Wilde, regia di Peter Hall, National Theatre di Londra (1982)
- Other Places di Harold Pinter, regia di Peter Hall, National Theatre di Londra (1982)
- Pack of Lies di Hugh Whitemore, regia di Clifford Williams, Lyric Theatre di Londra (1983)
- Madre Coraggio e i suoi figli di Bertolt Brecht, regia di Howard Davies, National Theatre di Londra (1984)
- Waste di Harley Granville-Barker, regia di John Barton, Barbican Centre di Londra (1984)
- Where There's Will di Bernard Parry, Barbican Centre di Londra (1985)
- Waste di Harley Granville-Barker, regia di John Barton, Lyric Theatre di Londra (1985)
- Mr & Mrs Nobody di Keith Waterhouse, regia di Ned Sherrin, Garrick Theatre di Londra (1986)
- Antonio e Cleopatra di William Shakespeare, regia di Peter Hall, National Theatre di Londra (1987)
- Entertaining Strangers di David Edgar, regia di Peter Hall, National Theatre di Londra (1987)
- Semi-Monde di Noël Coward, regia di Tim Luscombe, Bristol Old Vic di Bristol (1987)
- Her Infinity Variety di Guy Woolfenden, Old Vic di Londra (1987)
- Amleto di William Shakespeare, regia di Richard Eyre, National Theatre di Londra (1988)
- Il giardino dei ciliegi di Anton Čechov, regia di Sam Mendes, Aldwych Theatre di Londra (1989)
- The Plough and the Stars di Sean O'Casey, regia di Sam Mendes, Young Vic di Londra (1990)
- Il mare di Edward Bond, regia di Sam Mendes, National Theatre di Londra (1991)
- Coriolano di William Shakespeare, regia di Tim Supple, Chichester Festival Theatre di Chichester (1992)
- The Gift of the Gorgon di Peter Shaffer, regia di Peter Hall, Barbican Centre (1992) e Whyndham's Theatre di Londra (1993)
- Il gabbiano di Anton Čechov, regia di John Caird, National Theatre di Londra (1994)
- A Little Night Music, libretto di Hugh Wheeler, musiche di Stephen Sondheim, regia di Sean Mathias, National Theatre di Londra (1995)
- Absolute Hell di Rodney Ackland, regia di Anthony Page, National Theatre di Londra (1995)
- Amy's View di David Hare, regia di Richard Eyre, National Theatre di Londra (1997), Aldwych Theatre di Londra (1998), Barrymore Theatre di New York (1999)
- Filumena Marturano di Eduardo De Filippo, regia di Peter Hall, Piccadilly Theatre di Londra (1998)
- The Royal Family di George S. Kaufman ed Edna Ferber, regia di Peter Hall, Haymarket Theatre di Londra (2001)
- The Breath of Life di David Hare, regia di Howard Davies, Haymarket Theatre di Londra (2002)
- Tutto è bene quel che finisce bene di William Shakespeare, regia di Gregory Doran, Swan Theatre di Stratford-upon-Avon (2003), Gielgud Theatre di Londra (2004)
- Hey Fever di Noël Coward, regia di Peter Hall, Haymarket Theatre di Londra (2006)
- Le allegre comari di Windsor di William Shakespeare, regia di Gregory Doran, Royal Shakespeare Theatre di Stratford-upon-Avon (2006)
- Madame de Sade di Yukio Mishima, regia di Michael Grandage, Donmar Warehouse di Londra (2009)
- Sogno di una notte di mezza estate di William Shakespeare, regia di Peter Hall, Rose Theatre di Londra (2010)
- Peter and Alice di John Logan, regia di Michael Grandage, Noel Coward Theatre di Londra (2013)
- The Vote di James Graham, regia di Josie Rourke, Donmar Warehouse di Londra (2015)
- Il racconto d'inverno di William Shakespeare, regia di Kenneth Branagh e Rob Ashford, Garrick Theatre di Londra (2015)

### Regista
- Molto rumore per nulla di William Shakespeare, Renaissance Theatre Company di Londra (1988)
- Ricorda con rabbia di John Osborn, Lyric Theatre di Londra (1989)
- Macbeth di William Shakespeare, Royal Central School of Speech and Drama di Londra (1989)
- The Boys from Syracuse, libretto di George Abbott e Lorenz Hart, musiche di Richard Rodgers, Regent's Park Open Air Theatre di Londra (1992)
- Romeo e Giulietta di William Shakespeare, Regent's Park Open Air Theatre di Londra (1993)

## Riconoscimenti
Ha ricevuto i massimi riconoscimenti per le sue interpretazioni in campo teatrale e televisivo, ottenendo tra gli altri un Premio Oscar, dieci BAFTA, due Golden Globe, sette Premi Laurence Olivier e un Tony Award.
Ha inoltre ottenuto il riconoscimento British Film Institute Fellowship da parte del British Film Institute per il suo contributo alla cultura cinematografica e televisiva e ricevuto Dottorati Honoris Causa da diverse Università tra cui: Università del Surrey, Università di Durham, Queen Margaret University, Università di St. Andrews, University of East Anglia, University of Leeds.

## Doppiatrici italiane
Nelle versioni in italiano delle opere in cui ha recitato, Judi Dench è stata doppiata da:
- Marzia Ubaldi in La mia regina, Shakespeare in Love, Chocolat, Iris - Un amore vero, The Shipping News - Ombre dal profondo, L'importanza di chiamarsi Ernest, Ladies in Lavender, Lady Henderson presenta, Nine, Marilyn, J. Edgar, Marigold Hotel, Philomena, Ritorno al Marigold Hotel, La ragazza dei tulipani, Vittoria e Abdul, Casa Shakespeare, Red Joan, Artemis Fowl, Belfast
- Sonia Scotti in GoldenEye, Il domani non muore mai, Il mondo non basta, La morte può attendere, The Chronicles of Riddick, Casino Royale, Quantum of Solace, Skyfall, Spectre, Miss Peregrine - La casa dei ragazzi speciali, Assassinio sull'Orient Express, Un tè con le regine - Quattro attrici si raccontano, Sei minuti a mezzanotte, Mia moglie è un fantasma
- Anna Teresa Eugeni in Il mistero di Wetherby, Camera con vista
- Paola Mannoni in 84 Charing Cross Road, Cats
- Paila Pavese in Enrico V, Orgoglio e pregiudizio
- Flaminia Jandolo ne Il terzo segreto
- Fiorella Betti in Sherlock Holmes: notti di terrore
- Germana Dominici in Jack & Sarah
- Vittoria Febbi in Un tè con Mussolini
- Rita Savagnone in The Last of the Blonde Bombshells
- Mariella Lo Giudice in Diario di uno scandalo
- Aurora Cancian in Jane Eyre

Da doppiatrice è sostituita da:
- Sonia Scotti ne I Simpson
- Cristina Giolitti in Angelina Ballerina
- Valeria Valeri in Mucche alla riscossa